# Pedilophorus venustus
Pedilophorus venustus là một loài bọ cánh cứng trong họ Byrrhidae. Loài này được Wilson miêu tả khoa học năm 1921.